# Trabajador sexual transgénero
Los trabajadores sexuales transgénero son personas transgénero que trabajan en la industria del sexo o realizan servicios sexuales a cambio de dinero u otras formas de pago. En general, los trabajadores sexuales parecen correr un gran riesgo de sufrir problemas de salud graves relacionados con su profesión, como agresiones físicas y sexuales, robos, asesinatos, problemas de salud física y mental y adicción a las drogas y al alcohol. Aunque todos los trabajadores sexuales corren riesgo de sufrir los problemas enumerados, algunos estudios sugieren que los trabajadores sexuales que realizan trabajos en la calle tienen un mayor riesgo de experimentar estos problemas. Los trabajadores sexuales transgénero experimentan altos grados de discriminación tanto dentro como fuera de la industria del sexo y enfrentan tasas más altas de contraer el VIH y experimentar violencia como resultado de su trabajo. Además, es necesario hacer una distinción clara entre trabajo sexual consensuado y trata sexual cuando hay falta de control y autonomía personal.

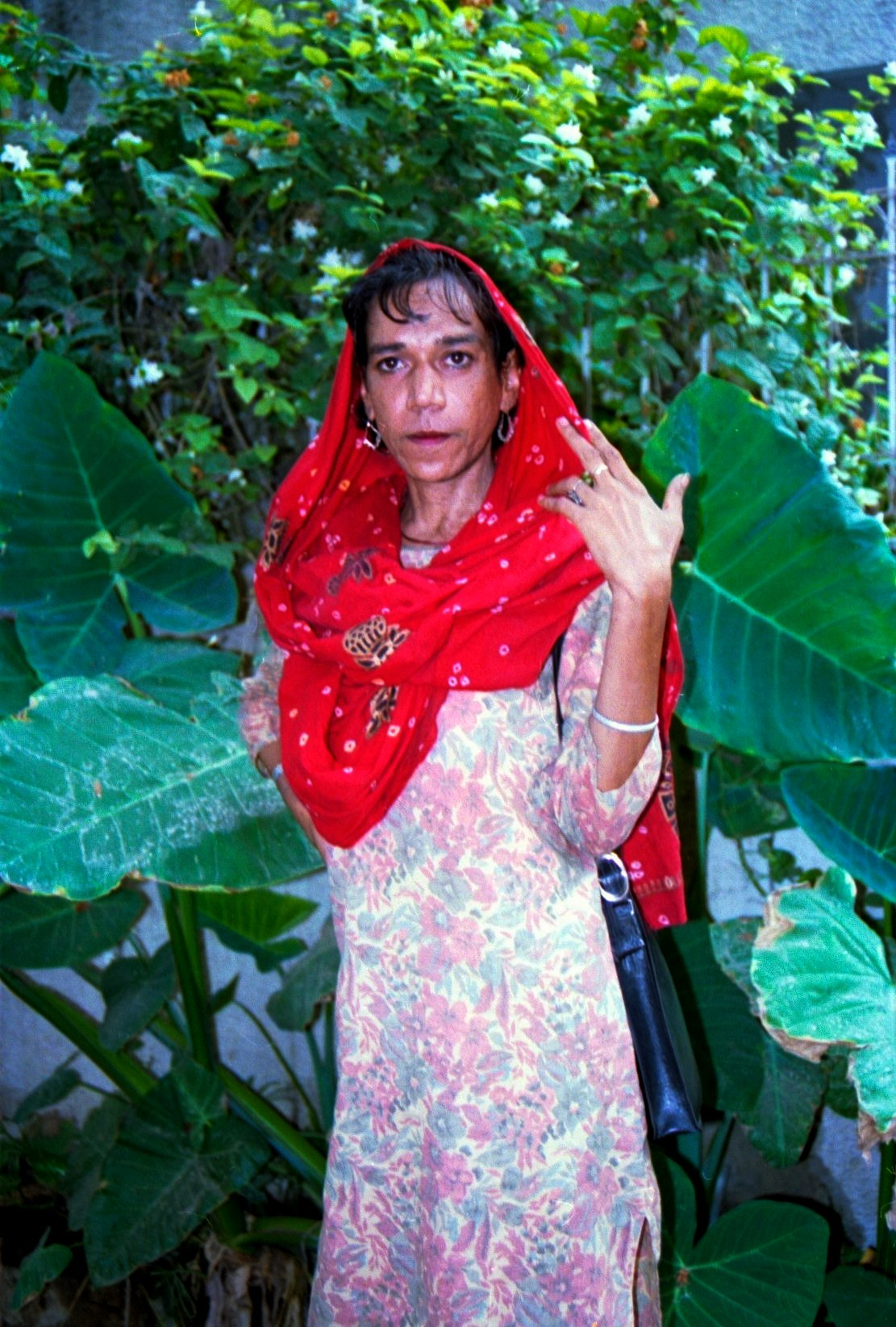
Una trabajadora sexual hijra.

## General
Aproximadamente el 13 por ciento de la comunidad transgénero informa haber participado en la industria del sexo, según datos de la Encuesta Nacional sobre Discriminación Transgénero. Las mujeres transgénero y otras personas transfemeninas tienen el doble de probabilidades de participar en el comercio sexual que las personas transmasculinas, pero los hombres transgénero y las personas transmasculinas constituyen aproximadamente una cuarta parte de todos los trabajadores sexuales transgénero. Estas estadísticas revelan que más hombres trans participan en la industria del sexo más de lo que se esperaba anteriormente, especialmente dado que muchos de los recursos y debates sobre las trabajadoras sexuales transgénero se centran principalmente en las mujeres transgénero. Otras estadísticas, como la falta de apoyo familiar, la pérdida del empleo por ser transgénero y la falta de vivienda, fueron mayores entre las personas transgénero que habían participado en el comercio sexual en comparación con las que no.
Las tasas de VIH y otras ITS entre los trabajadores sexuales transgénero son mucho más altas que las encontradas entre los trabajadores sexuales transgénero que no son trabajadores sexuales. El 15,3 por ciento de quienes habían trabajado en la industria del sexo informaron ser VIH positivos, mientras que sólo el 1,2 por ciento de los no trabajadores sexuales informaron ser VIH positivos. Se han creado varios grupos con el propósito de reducir las tasas de VIH e ITS entre los trabajadores sexuales transgénero. Estos grupos se centran en proporcionar recursos a los que las personas transgénero a menudo no pueden acceder, como educación, duchas y programas de colocación laboral.

## Causas y efectos

### Pobreza
La pobreza funciona como causa y efecto del trabajo sexual. Las personas que ejercen el trabajo sexual en su conjunto son una población vulnerable debido a obstáculos como la pobreza, la mala salud y las barreras legales y sociales. Un estudio que recopiló información sobre el trabajo sexual de mujeres transgénero de color en San Francisco informó que para algunas mujeres transgénero el trabajo sexual es un medio necesario de supervivencia. Para estas mujeres, el trabajo sexual es una forma de obtener comida, vivienda o ingresos en una sociedad que les excluye de muchas otras líneas de trabajo.
A pesar de participar en actividades de mayor riesgo, los trabajadores sexuales transgénero tienen más probabilidades de recibir salarios más bajos que otros trabajadores sexuales. Los trabajadores sexuales transgénero con antecedentes de falta de vivienda, desempleo, encarcelamiento, problemas de salud mental, violencia, abuso emocional, físico o sexual, o uso de drogas corren aún más riesgo de quedar atrapados en un ciclo de pobreza. La falta de oportunidades económicas fuera de la industria del trabajo sexual y la discriminación pueden llevar a que las personas transgénero ingresen al trabajo sexual para generar ingresos para el alquiler, drogas, hormonas o cirugías relacionadas con el género.

### Desempleo
En Estados Unidos, no existen protecciones legales explícitas a nivel federal para los trabajadores transgénero basadas en su identidad o expresión de género. Esta falta de protección legal coloca a los trabajadores transgénero en una posición de tener mayores tasas de desempleo y un mayor riesgo de pobreza.
Las tasas de desempleo reportadas por trabajadores sexuales transgénero fueron el doble que las de trabajadores transgénero no sexuales según datos de la Encuesta Nacional sobre Discriminación Transgénero. Una de las principales causas de desempleo entre la población de trabajadores sexuales transgénero es el estigma combinado de ser transgénero y estar involucrado en el trabajo sexual, ya que es poco probable que ambas poblaciones accedan a servicios de salud u oportunidades laborales debido a la discriminación social. Los trabajadores sexuales transgénero de color experimentan tasas de desempleo más altas que los trabajadores sexuales blancos, además de tener un mayor riesgo de contraer el VIH y otras ITS.
Los trabajadores sexuales transgénero a menudo solicitan servicios de capacitación y colocación laboral, y también tienen dificultades para acceder a ellos. Las tasas de acceso a atención médica, alojamiento temporal y asistencia financiera son todas más altas que las tasas de acceso a colocación laboral o capacitación laboral. Estas tarifas también se ven afectadas por la raza; por ejemplo, las trabajadoras sexuales transgénero afroamericanas tenían menos probabilidades de tener acceso a programas laborales que las trabajadoras sexuales transgénero latinas.

## Problemas de salud

### Riesgo de infección de transmisión sexual
Los trabajadores sexuales como población experimentan un mayor riesgo de padecer diversas afecciones de salud, incluido el VIH y otras infecciones de transmisión sexual (ITS). Las personas que participan en servicios de intercambio sexual tienen probabilidades de contraer o transmitir el VIH u otras ITS debido a la probabilidad de participar en conductas sexuales de riesgo (p. ej., sexo sin condón, sexo con múltiples parejas) y consumo de sustancias. Los Centros para el Control y la Prevención de Enfermedades (CDC) informan que debido a que los datos sobre las personas transgénero no se recopilan de manera uniforme, existe una gran falta de información sobre las personas transgénero VIH positivas en los Estados Unidos. Sin embargo, la escasez de información sobre las personas transgénero no existe únicamente en Estados Unidos. Existe una necesidad urgente de datos sobre el VIH entre trabajadores sexuales transgénero en todo el mundo, especialmente en África, Europa oriental y Asia central. Esta brecha mundial en la información disponible es el resultado de barreras estructurales creadas por las estructuras legales de diferentes países y la continua criminalización del trabajo sexual.
Según los CDC, los datos recopilados por los departamentos de salud locales y los científicos que estudian las comunidades transgénero han mostrado altos niveles de VIH y disparidades entre grupos raciales. En una revisión sistemática de la infección por VIH en los Estados Unidos, las mujeres transgénero afroamericanas tenían más probabilidades de dar positivo en la prueba del VIH. El 56% de las mujeres transgénero afroamericanas tuvieron resultados positivos en la prueba del VIH en comparación con el 17% de las mujeres transgénero blancas y el 16% de las mujeres transgénero hispanas. Los trabajadores sexuales transgénero, especialmente las mujeres transgénero, tienen un mayor riesgo de portar o contraer el VIH. A partir de los datos recopilados, se ha estimado que hasta 1 de cada 4 trabajadoras sexuales transgénero son VIH positivas. Los programas de pruebas del VIH y los programas de prevención del VIH para personas transgénero podrían reducir potencialmente el riesgo de infección y al mismo tiempo ayudar a los trabajadores sexuales transgénero VIH positivos a acceder a la atención médica.
Los trabajadores sexuales transgénero en todo el mundo corren un mayor riesgo de contraer VIH y también otras ITS. En un estudio sobre trabajadores sexuales en Yakarta, Indonesia, se descubrió que los waria, o personas del tercer género, tenían tasas de VIH cinco veces mayores que las de los trabajadores sexuales masculinos cisgénero y tasas de sífilis casi 10 veces mayores que las tasas presentes en la comunidad de trabajadores sexuales masculinos cisgénero. Los resultados de este estudio también tienen implicaciones para la población en general de Yakarta, ya que muchas de las trabajadoras sexuales entrevistadas informaron actividad bisexual. Las trabajadoras sexuales en China suelen ser detenidas en centros de «reeducación por el trabajo» (RTL) que se centran en la formación moral y vocacional. El número de trabajadores sexuales detenidos ha ido en aumento debido al reciente aumento de las tasas de VIH entre los hombres heterosexuales. Sin embargo, el encarcelamiento en un centro RTL dificulta el acceso a información sobre el VIH y las ITS, principalmente debido al estigma social del encarcelamiento y del trabajo sexual en general, lo que solo aumenta aún más las tasas de VIH e ITS entre los trabajadores sexuales.

### Servicios de atención médica
Las experiencias de discriminación en un entorno de atención médica pueden retrasar la voluntad de una persona que ejerce el trabajo sexual de buscar atención médica en el futuro. Negarse a buscar tratamiento médico para problemas médicos aparentemente menores puede llevar a que problemas inicialmente inofensivos se vuelvan más graves y más difíciles de tratar. Se ha citado la insensibilidad de los profesionales de la salud como una de las razones por las que no se accede a la educación sexual y a los servicios médicos. Los informes de comportamiento insensible entre los proveedores de atención médica (por ejemplo, confusión de género, uso de nombres incorrectos, etc.) sugieren que algunos servicios faltan en términos de provisión de interacciones culturalmente sensibles y posibles provisiones de atención médica trans. Además de los problemas de atención médica que experimentan los hombres y mujeres transgénero, los planes de atención médica tradicionales no siempre cubren los costos relacionados con la transición, lo que puede llevar a hombres y mujeres a recurrir a métodos alternativos para pagar la transición o forzarlos a buscar lugares inseguros. métodos para realizar estos cambios, como usar hormonas compradas en la calle o compartir agujas mientras se inyectan hormonas.
Se han implementado varios métodos para ayudar a los trabajadores sexuales transgénero a obtener información sobre el VIH y las prácticas sexuales seguras. El uso de unidades móviles de extensión en Lima, Perú, fue eficaz para llegar a mujeres transgénero e identificar a mujeres transgénero VIH positivas que previamente no conocían su estado. El programa Sisters en Tailandia, que atiende principalmente a kathoeys, enfatiza el uso de redes de apoyo entre pares y esfuerzos de extensión y ha aumentado el uso de condones entre las poblaciones de trabajadoras sexuales kathoey con clientes. Sin embargo, a pesar de este éxito, no hubo un aumento en el uso de condones con parejas casuales o de largo plazo. Si bien ha habido éxito en la implementación de programas de prevención del VIH en diferentes países del mundo, la falta de información sobre los programas de VIH para trabajadores sexuales lesbianas, gays, bisexuales y especialmente transgénero limita el grado en que se pueden producir soluciones efectivas a largo plazo.
La profilaxis previa a la exposición, o PrEP, es un método eficaz para prevenir la contracción del VIH cuando se toma regularmente y se usa en combinación con condones. Sin embargo, las barreras para acceder a la atención médica general impiden que los trabajadores sexuales transgénero accedan también a la PrEP y a otros medicamentos para prevenir el VIH. Existe demanda de PrEP dentro de la comunidad de trabajadores sexuales transgénero, pero el bajo conocimiento del medicamento, el costo del medicamento y la confusión sobre dónde obtener PrEP crean un ambiente en el que los trabajadores sexuales no pueden acceder a él de manera efectiva. Un estudio sobre el uso de la PrEP en las comunidades de hombres que tienen sexo con hombres y mujeres transgénero trabajadoras sexuales recomendó aumentar el acceso a la PrEP difundiendo información más precisa sobre la PrEP, así como proporcionando formas de obtenerla a un precio más económico.

## Discriminación

Una animación que muestra el estado de las protecciones legales basadas en la orientación sexual y la identidad de género en 2012 en los Estados Unidos.

Las poblaciones transgénero y de trabajadores sexuales tienen dificultades para acceder a los servicios de atención médica debido al estigma social. Esta dificultad se agrava aún más en la intersección de estas dos poblaciones. Una encuesta de trabajadores sexuales, que incluyó respuestas transgénero, en cuatro países africanos, Kenia, Zimbabue, Uganda y Sudáfrica, informó que era común la denegación de tratamiento por lesiones asociadas con agresión física o sexual, así como de servicios públicos en general. Se han tomado medidas legales recientes en los Estados Unidos para legalizar este tipo de discriminación dentro del sector de la atención médica con la Ley de Defensa de la Primera Enmienda (FADA). En Estados Unidos, las personas transgénero no siempre cuentan con protección laboral, ya que los proyectos de ley contra la discriminación varían entre estados, lo que significa que las personas transgénero pueden perder su trabajo debido a su identidad de género. Debido a esta falta de protección, las personas transgénero corren un mayor riesgo de sufrir desempleo y encontrar empleo en mercados no oficiales como la industria del trabajo sexual.
En México, las trabajadoras sexuales transgénero no están incluidas en los materiales oficiales de prevención del VIH a pesar de ser parte de una población que tiene un riesgo muy alto de contraer el VIH. Muchos factores contribuyen a este mayor riesgo, como el nivel socioeconómico, el contexto en el que se realiza el trabajo sexual y el estigma asociado con el trabajo sexual y la identidad transgénero en su conjunto. Sin embargo, los programas en México que apuntan a reducir las tasas de VIH y otras ITS no abordan estas causas fundamentales directamente, sino que adoptan un enfoque que se centra en una acción rápida mediante el suministro de condones y otras medidas de prevención.

## Violencia física y sexual
Es probable que las personas transgénero experimenten altos niveles de violencia y acoso por parte de extraños, personas del hogar o personas que conocen. También corren un mayor riesgo de ser víctimas de agresión sexual o física varias veces. También hay una alta prevalencia de agresiones sexuales y violaciones que comienzan a una edad temprana. En Estados Unidos, el hallazgo más común en las autoencuestas y evaluaciones de necesidades es que alrededor del 50% de las personas transgénero reportan actividad sexual no deseada. La mayoría de los perpetradores de violencia sexual son personas conocidas de la víctima, incluidas parejas y familiares.
Participar en la industria del sexo conlleva un mayor riesgo de sufrir violencia. Las trabajadoras sexuales trabajan en una variedad de entornos y a menudo están expuestas a la explotación, el acoso y el abuso físico y sexual por parte de clientes, gerentes y policía.
Según encuestas realizadas por trabajadoras sexuales en Estados Unidos, la mayor parte de la violencia sexual no deseada proviene de clientes. Esta violencia puede estar motivada por el odio de los perpetradores o por actitudes negativas hacia las personas transgénero. Las encuestas autoinformadas se han convertido en una forma importante de recopilación de datos sobre la violencia de las trabajadoras sexuales, en parte debido a las investigaciones realizadas por los Departamentos de Salud u organizaciones de servicios sociales. Dado que estas instituciones se centran en gran medida en los datos relacionados con la actividad sexual, hay más informes relacionados con la violencia sexual en comparación con otras formas de violencia.
Estas experiencias no siempre se denuncian a la policía, lo que puede afectar las tasas de denuncia de delitos, lo que puede deberse a la desconfianza en la policía o al miedo a la discriminación. En particular, las trabajadoras sexuales transgénero de todo el mundo experimentan altos niveles de violencia policial. Las trabajadoras sexuales en Nepal, México y otros países a menudo denuncian acoso verbal y físico a manos de agentes de policía, así como violencia sexual en algunos casos extremos. Las directrices internacionales de derechos humanos no brindan protección explícita a las personas que ejercen el trabajo sexual, pero tampoco las excluyen explícitamente, lo que significa que las personas que se enfrentan a la brutalidad policial son víctimas de violaciones de derechos humanos. En algunos casos, la brutalidad policial va en contra de la presión para limitar la propagación de las ITS, ya que confiscan los condones que llevan las trabajadoras sexuales o se niegan a usar un condón cuando tienen relaciones sexuales con ellas.